# Turanismo

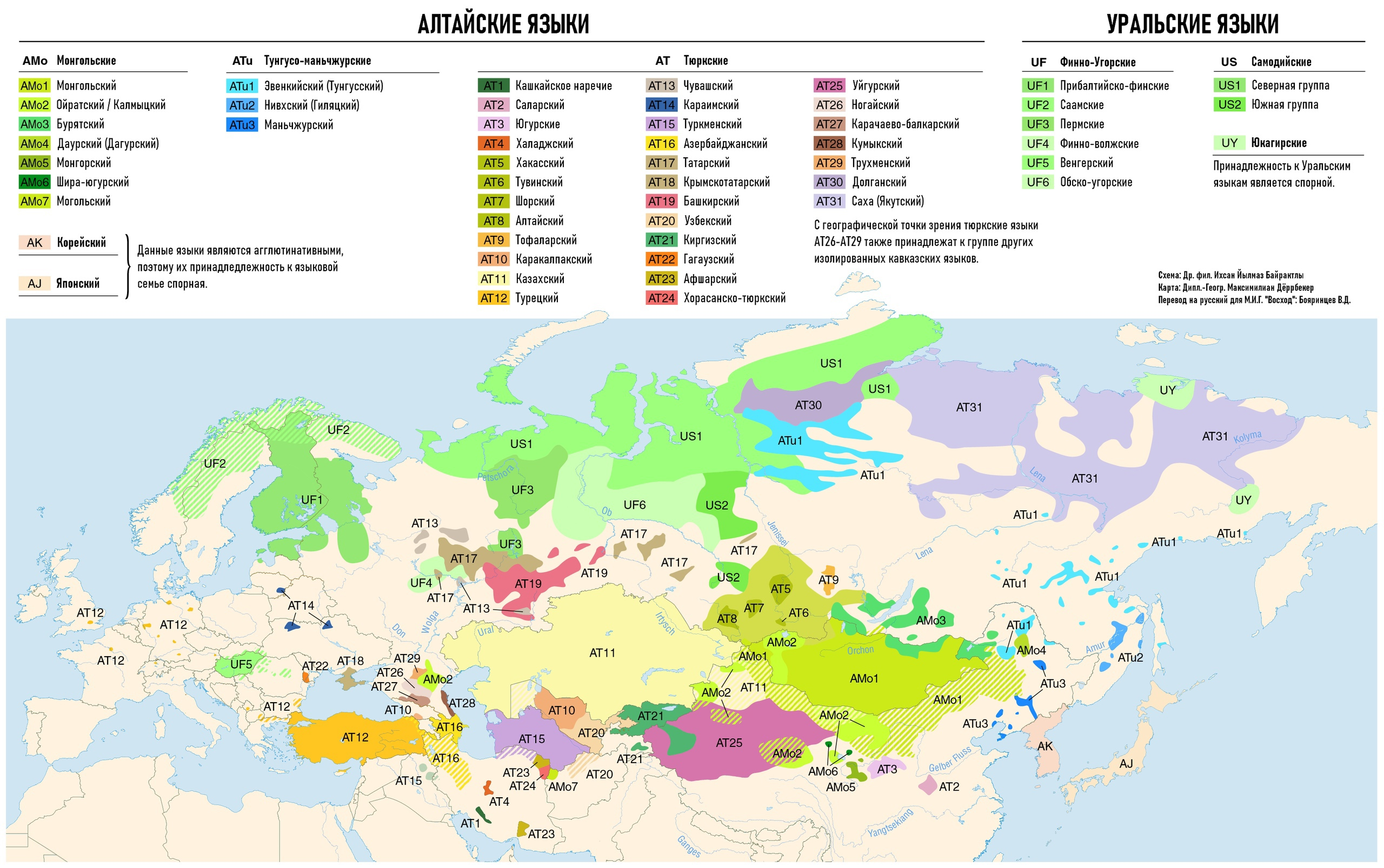
Mapa de Eurasia que muestra las regiones de habla de las lenguas "Altaicas" y "Urálicas", que están unidas bajo la teoría "Turaniana".

El turanismo o panturanismo es un movimiento político cuyo objetivo fundamental es buscar una mayor unidad de los diversos pueblos uralo-altaicos.

## Denominación y diferencias entre turanismo y panturquismo
En la literatura de los investigadores, el término panturquismo se usa para describir la idea de unidad política, étnica y cultural de todos los pueblos turcómanos. El turanismo es un movimiento relacionado, que se solapa en Turquía con el panturquismo, pero tiene un ámbito más general que este.
El turanismo o panturanismo es un movimiento político que aboga por la unión de todos los pueblos uralo-altaicos, es decir, los pueblos túrquicos de Turquía y Asia Central (región de donde proviene el nombre de "Turán"), pero también los húngaros, los fineses, los mongoles, los tunguses, los estonios, los japoneses, los coreanos y los ryukyuenses. Esto es a grandes rasgos la inclusión colectiva de todos los pueblos altaicos y urálicos, y puede entenderse como una forma de "panaltaicismo". 
El turanismo forma una parte importante de la ideología del Partido del Movimiento Nacional turco, cuyos miembros son informalmente conocidos como Lobos Grises. En la década de los años 1960, los Lobos Grises comenzaron sus actividades paramilitares, particularmente en el sureste del país, masacrando a miles de familias kurdas. El lobo gris (la loba madre Asena) era el principal símbolo del antiguo pueblo altaico. Testimonios de ello en el cine podemos encontrar en el documental Küçük kara balıklar (Pequeños peces negros) y en la película Min dît (Yo vi).